# Ayrshire

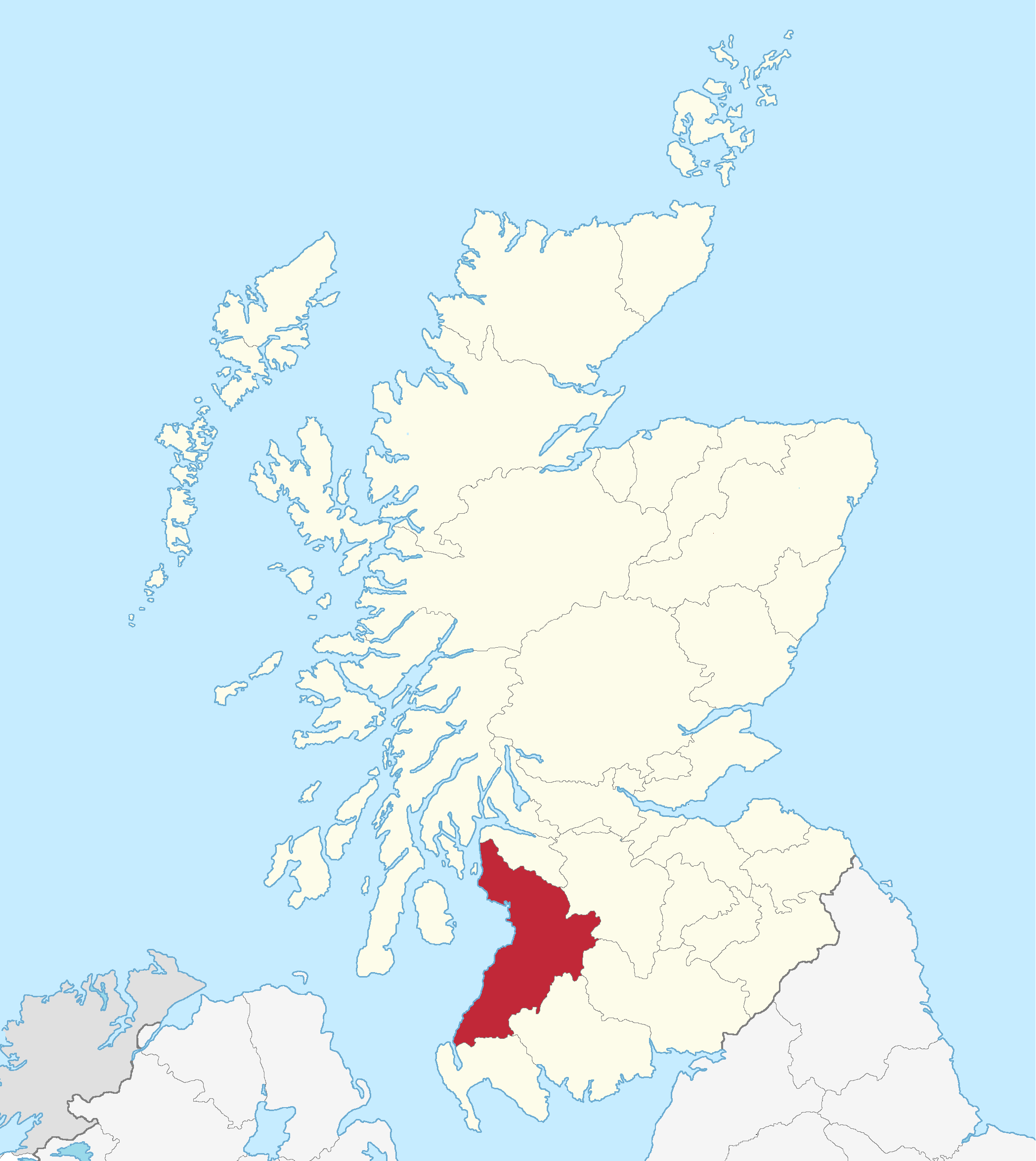
Ayrshire na tle Szkocji

Ayrshire (gael. Siorrachd Inbhir Àir) – hrabstwo historyczne w południowo-zachodniej Szkocji, położone nad zatoką Firth of Clyde. Nazwa hrabstwa pochodzi od miasta Ayr, dawnej stolicy.
Hrabstwo jest w przeważającej części nizinne, na południu i wschodzie wyżynne (Wyżyna Południowoszkocka). Na terenie Ayrshire wyróżniano trzy mniejsze regiony rozdzielone rzekami – Cunninghame (na północ od rzeki Irvine), Kyle (na południe od Irvine, na północ od Doon) oraz Carrick (na południe od Doon). Główne miasta w regionie to, obok Ayr, Kilmarnock, Irvine, Kilwinning, Prestwick i Troon.
Ayrshire jest obszarem intensywnie wykorzystywanym rolniczo. W przeszłości ważną rolę na tym obszarze odgrywało także wydobycie węgla, hutnictwo i włókiennictwo.
Obecnie obszar hrabstwa podzielony jest na trzy jednostki administracyjne: North Ayrshire, East Ayrshire i South Ayrshire. Dodatkowo niewielki fragment Ayrshire znajduje się na terenie jednostki Dumfries and Galloway.